# Ubaporanga (kommun)
Ubaporanga är en kommun i Brasilien.   Den ligger i delstaten Minas Gerais, i den sydöstra delen av landet, 700 km sydost om huvudstaden Brasília. Antalet invånare är 12 040.
Följande samhällen finns i Ubaporanga:
- Ubaporanga

Omgivningarna runt Ubaporanga är huvudsakligen savann. Runt Ubaporanga är det ganska tätbefolkat, med 62 invånare per kvadratkilometer.